# Малые Борницы
Ма́лые Бо́рницы (фин. Pieni Pornitsa, Vilhosi) — деревня в Гатчинском муниципальном округе Ленинградской области.

## История
Деревня Малые Борницы из 3 крестьянских дворов упоминается на «Топографической карте окрестностей Санкт-Петербурга» Ф. Ф. Шуберта 1831 года к северо-западу от Больших Борниц.

БОРНИЦЫ — деревня Войсковицкой мызы, принадлежит Кандалинцевой, надворной советнице, число жителей по ревизии: 63 м. п., 68 ж. п. (1838 год)

В пояснительном тексте к этнографической карте Санкт-Петербургской губернии П. И. Кёппена 1849 года она записана как деревня Klein Bornitz (Борницы), также называемая Vilhosi и указано количество её жителей на 1848 год: савакотов — 8 м. п., 17 ж. п., всего 25 человек.

БОРНИЦ — деревня  действительного статского советника Кандалинцева, по почтовому тракту, число дворов — 22, число душ — 49 м. п. (1856 год)

В списках 1838 и 1856 года Большие и Малые Борницы учитывались совместно.
Согласно «Топографической карте частей Санкт-Петербургской и Выборгской губерний» в 1860 году деревня Малые Борницы состояла из 4 крестьянских дворов.

МАЛЫЕ БОРНИЦЫ — деревня владельческая при колодце, число дворов — 4, число жителей: 6 м. п., 12 ж. п. (1862 год)

В 1885 году деревня насчитывала шесть дворов, а к 1913 году их количество уменьшилось до пяти.
В конце XIX деревня административно относилась к Гатчинской волости 3-го стана Царскосельского уезда Санкт-Петербургской губернии, в начале XX века — 2-го стана. Население деревни было смешанным — финско-ижорским.
Согласно данным переписи населения СССР 1926 года в деревне Малые Борницы Борницкого сельсовета Венгисаровской волости Троцкого уезда проживали 79 человек — финны и русские.
Согласно топографической карте 1931 года деревня насчитывала 15 дворов.
По административным данным 1933 года деревня входила в состав Войсковицкого финского национального сельсовета Красногвардейского района.
В 1941 году рядом с деревней проходил Борницкий рубеж обороны.
Деревня была освобождена от немецко-фашистских оккупантов 26 января 1944 года.
По данным 1966, 1973 и 1990 годов деревня Малые Борницы входила в состав Елизаветинского сельсовета.
В 1997 году в деревне Малые Борницы Елизаветинской волости проживал 41 человек, в 2002 году — 49 человек (русские — 94 %).
В 2007 году в деревне Малые Борницы Елизаветинского СП — 48 человек.

## География
Деревня расположена в северо-западной части района на автодороге 41К-225 (Большие Борницы — Луйсковицы).
Расстояние до административного центра поселения, посёлка Елизаветино — 6 км.
Расстояние до ближайшей железнодорожной станции Войсковицы — 6 км.

## Демография
| 1862 | 2007 | 2010 | 2017 |
| ---- | ---- | ---- | ---- |
| 18   | ↗48  | ↗69  | ↘59  |

### Национальный состав
Согласно данным Всероссийской переписи населения 2021 года в деревне проживали 136 человек, все русские.

## Иллюстрации

План деревни Малые Борницы
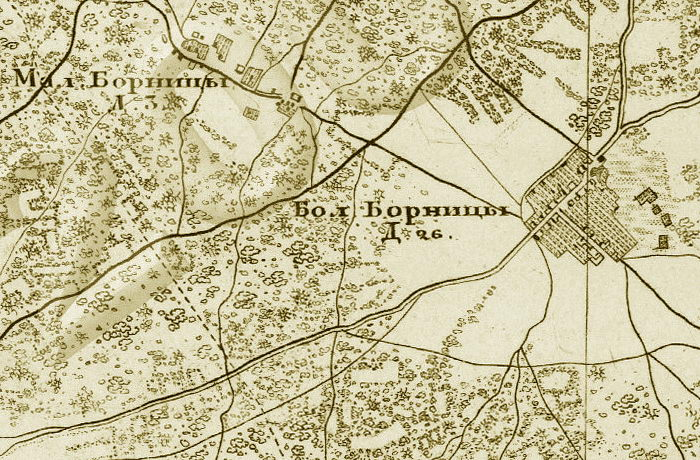
1831 год
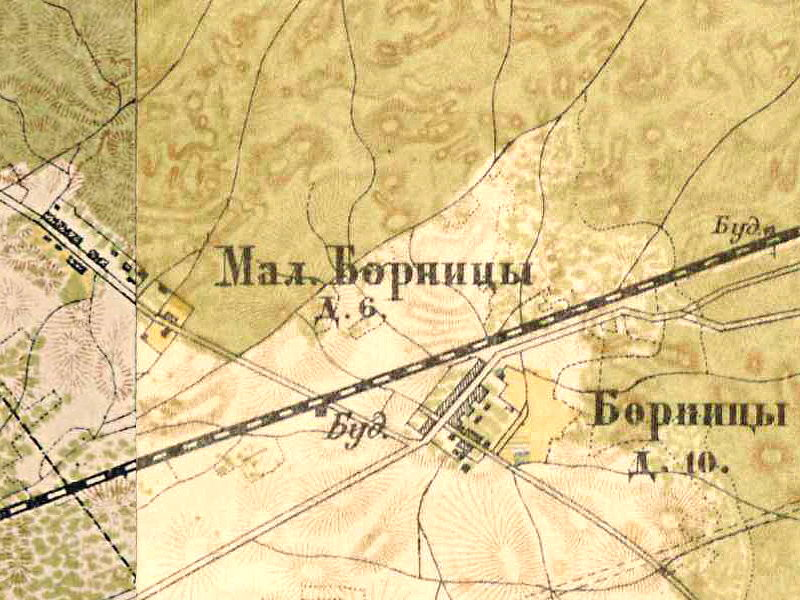
1885 год
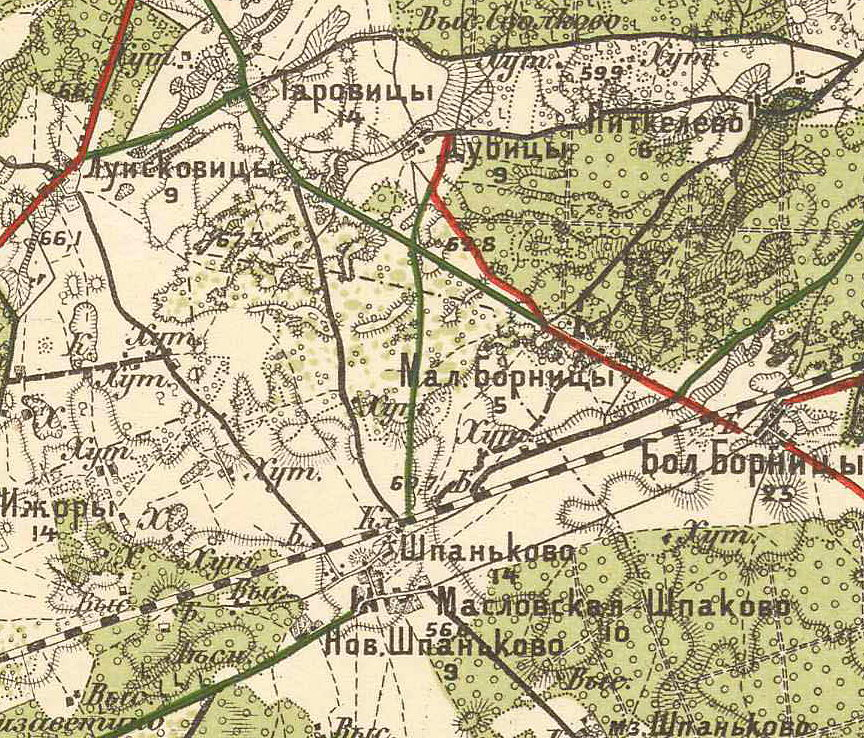
1913 год
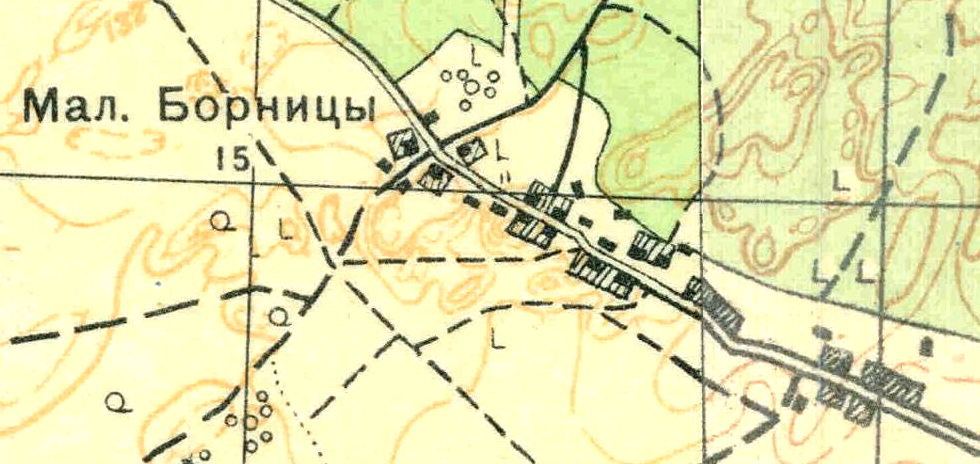
1931 год

## Фото

Жители деревни Малые Борницы. 1972 год
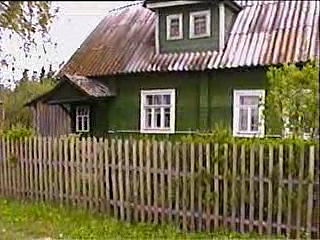
Малые Борницы. 1995 год
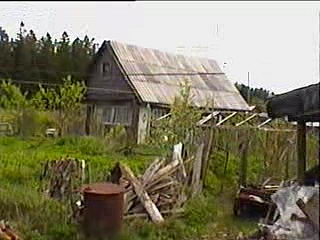
Малые Борницы. 1995 год
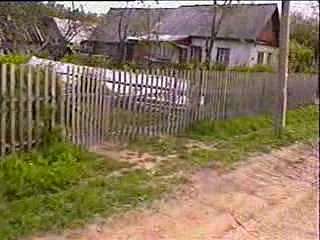
Малые Борницы. 1995 год
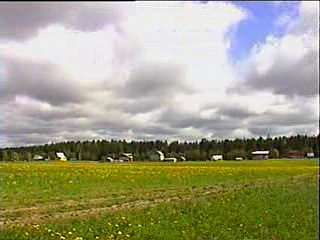
Вид со стороны д. Шпаньково

## Садоводства
Новые Борницы.